# Eyvin Ovrum
Ole Martin Eyvin Ovrum (født 2. januar 1882 i Kristiania, død 15. februar 1965 i Oslo) var en norsk tegner, som særligt arbejdede som avis-, tegneserie- og reklametegner. Professionelt brugte han Eyvin Ovrum. Både hans firmanavn og signatur var E.O. hvilket også ses på en del af hans værker) Professor Jorunn Veiteberg skriver i sin bog Den norske plakaten, at Ovrum sammen med Robert Millar må regnes som grundlægger af de norske reklamevæsen. Trygve M. Davidsen kaldte Ovrum for Reklametegnernes stamfar i Norsk reklameforbunds tidsskrift, Propaganda i 1939.

## Uddannelse og karriere
Ovrum havde sin uddannelse fra Knud Bergsliens malerskole i Kristiania. Han rejste til St. Louis i USA i 1900 og boede der til 1911. I USA arbejdede han som avistegner i bl.a. St. Louis Despatch og tegnede karikaturer af en række kendte personer som Theodore Roosevelt, Sarah Bernhardt og brødrene Wright
Da han kom tilbage til Kristiania, arbejdede han i to år som tegner i Morgenbladet, før han startede i Illustrationsatelieret. I 1913 grundlagde han reklamebureauet Grafia, som senere skiftede navn til Atelier E-O. Atelieret eksisterer fortsat og ejes og drives af Ovrums nevø.
Af de plakater som han tegnede, var Ovrum selv mest fornøjet over Frigge-Paal (Også omtalt som Frigg-gutten), Norges beste reklameplakat, som han skriver i Propaganda i 1925. Frigge-Paal-plakaten var lavet som en reklame for Frigg havre, Norges første datostemplede havregryn, produceret ved Nydalens Mølle i Sandnes. Ovrum brugte sin søn Paal som model for oliemaleriet, som var udgangspunkt for plakaten. I Veitebergs bog er der gengivet en portræt-version af Frigge-Paal. Det blev brugt som reklame i ugepressen. En reklameplakat fra 1922 viser drengen stående med en pakke Frigg havregryn under armen.¨
I Kristiania tog Eyvin Ovrum initiativet til at stifte Tegnerforbundet i 1917. Han var forbundets første formand – og tegnede deres emblem Kråka. Tegnerforbundet udgav et eget årshæfte 1917-1920 med bidrag fra tidens mest kendte tegnere bl.a. Per Krohg.
På udstillinger fik Ovrum specielt opmærksomhed for sine følsomme børnetegninger . Han illustrerede også bøger til børn og lavede populære tegneserier, som Dagros i Nationen og Professoren i Morgenbladet, hvor han også arbejdede som avis- og teatertegner i flere år. Dagros blev i flere år tegnet af Kaare Bratung.
I 1916 begyndte Ovrum at udgive bladet Profit, som havde det formål at vække interessen for reklame i tekst og billeder.. Nr. 3 udkom i 1918